# 17. listopad
17. listopad je 321. den roku podle gregoriánského kalendáře (322. v přestupném roce). Do konce roku zbývá 44 dní.

## Události

### Česko
- 1904 – Rakouská severozápadní dráha otevřela železniční trať Dobronín–Polná.
- 1909 – Porucha autobusu značky Gaggenau na Nerudově ulici vedla k okamžitému zrušení veřejné autobusové dopravy v Praze na mnoho let (šlo pravděpodobně o první zaznamenanou provozní nehodou autobusu na českém území vůbec).
- 1939
  - Kvůli sérii podzimních studentských demonstrací proti nacistické okupaci vydal říšský protektor Konstantin von Neurath vyhlášku, kterou na dobu tří let uzavřel všech deset českých vysokých škol.
  - V Praze, Brně a Příbrami zatkli příslušníci policie a SS množství vysokoškolských studentů. Devět hlavních představitelů studentských organizací bylo ještě téhož dne popraveno, dalších více než 1200 jich bylo později transportováno do koncentračního tábora Sachsenhausen-Oranienburg.
- 1945 – Vstoupily v platnost Benešovy dekrety 122 a 123/1945 Sb., o zrušení německé univerzity v Praze a německých technických škol v Praze a Brně.
- 1952 – Založena Československá akademie věd, zrušeny všechny dosavadní vědecké instituce a učené společnosti.
- 1960
  - Zákonem 163/1960 Sb. schválen státní znak Československé socialistické republiky.
  - Národní shromáždění schválilo zákon o III. pětiletém plánu na léta 1961–1965
- 1968 – Studenti okupují české vysoké školy na podporu reforem.
- 1989
  - Ve večerních hodinách byla v Česku pozorována polární záře.[1]
  - Brutální zásah Veřejné bezpečnosti proti studentské demonstraci v Praze odstartoval Sametovou revoluci.
  - Exilové vedení Československé sociální demokracie ve vysílání stanice Svobodná Evropa vyzvalo k zakládání výborů „skutečné sociální demokracie“, nezávislé na komunistické straně.
- 1990 – George H. W. Bush jako první americký prezident navštívil Prahu.
- 1999
  - Skupina bývalých studentských vůdců vydala výzvu Děkujeme, odejděte!.
  - Bývalí vůdci velmocí Helmut Kohl, George H. W. Bush, Margaret Thatcherová a Michail Gorbačov, bývalý polský prezident Lech Wałęsa  a český prezident Václav Havel se sešli v Praze u příležitosti 10. výročí počátku Sametové revoluce.
- 2014 – Odhalení pamětní desky k výročí počátku sametové revoluce na Albertově za účasti prezidentů zemí Visegrádské čtyřky bylo provázeno hlasitými protesty odpůrců prezidenta Miloše Zemana, kteří mj. házeli vajíčka na pódium.

### Svět

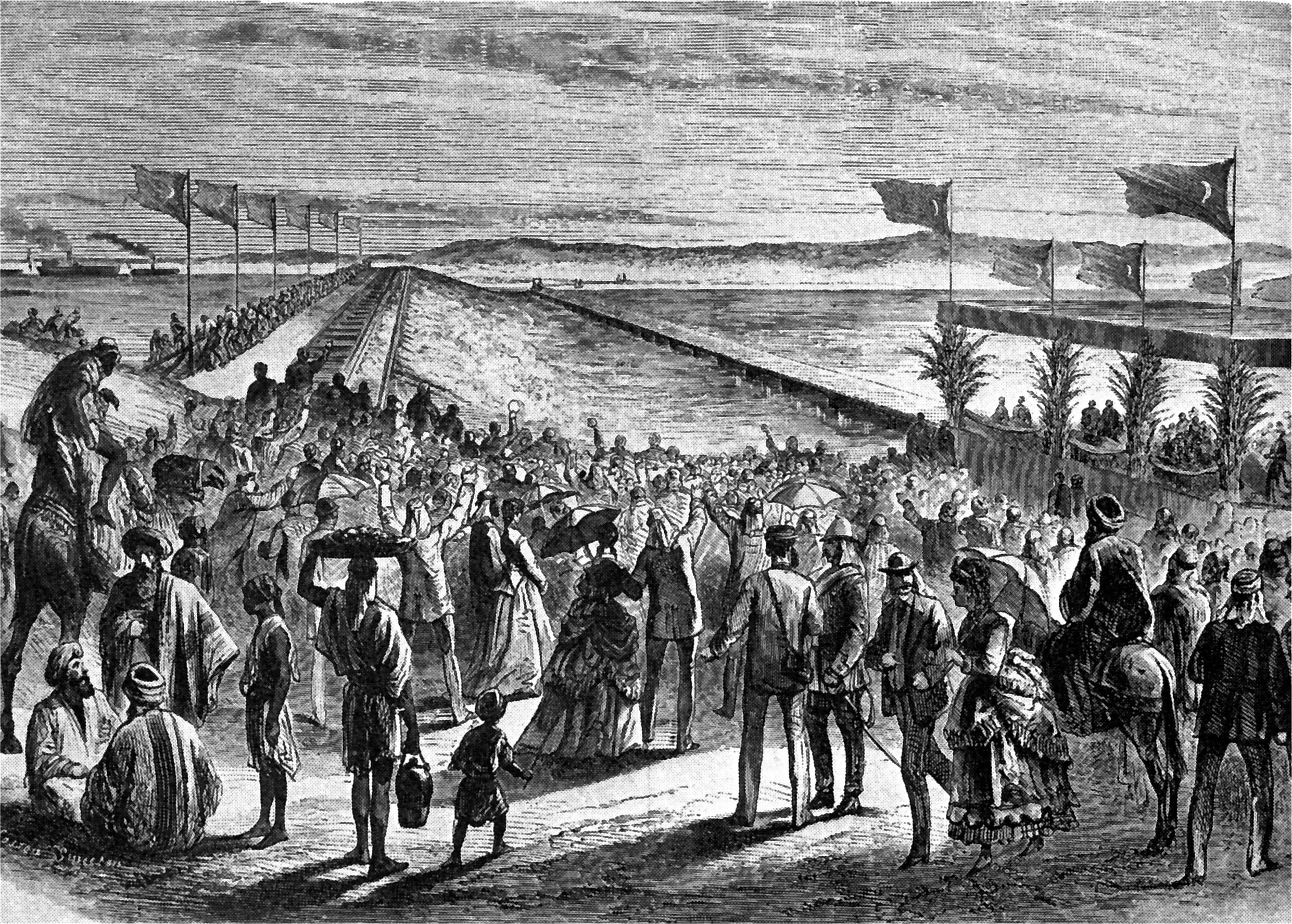
Otevření Suezského průplavu (1869)

- 0003 – Podle raného křesťanského theologa Kléménse Alexandrijského se narodil Ježíš Kristus
- 0284 – Po zavraždění Numeriána byl svými jednotkami provolán novým římským císařem důstojník Dioklecián.
- 0474 – Po desetiměsíčním panování zemřel císař Leon II. Na trůn nastoupil jeho otec Zenon coby suverénní panovník Byzantské říše
- 1421 – Nejméně 10 000 lidí zahynulo při obrovské bouři v Severním moři, kdy záplavy zatopily Holandsko
- 1558 – Na anglický trůn nastoupila královna Alžběta I.
- 1777 – Americký kongres postoupil svůj návrh konfederace všem státům ke schválení
- 1869 – Suezský průplav, spojující Středozemní moře s Rudým, byl otevřen pro dopravu.
- 1871 – V USA byla založena Národní asociace držitelů zbraní.
- 1903 – Na schůzi Lenin rozštěpil Sociálně demokratickou stranu na dvě: bolševici (podporující Lenina) a menševici.
- 1917 – Druhá bitva u Helgolandské zátoky skončila vítězstvím Německa nad Royal Navy.
- 1941 – V Londýně byl prohlášen 17. listopad jako Mezinárodní den studentstva
- 1947 – Skončila Akce B na zneškodnění ukrajinských banderovců na Slovensku.
- 1950 – Tändzin Gjamccho byl formálně jmenován 14. tibetským dalajlámou.
- 1969 – Začala vyjednávání SALT I mezi Spojenými státy americkými a Sovětským svazem.
- 1970
  - Přistála na Měsíci, v oblasti Mare Imbrium (Moře dešťů), sovětská sonda Luna 17.
  - Douglas Engelbart získal patent na počítačovou myš.
- 1997 – Při teroristickém útoku v egyptském Luxoru zahynulo 62 turistů.
- 2003 – Arnold Schwarzenegger se stal guvernérem Kalifornie.
- 2013 – Během přistávání Boeingu 737 v ruské Kazani zahynulo 50 lidí.

## Narození
Automatický abecedně řazený seznam viz Kategorie:Narození 17. listopadu

### Česko

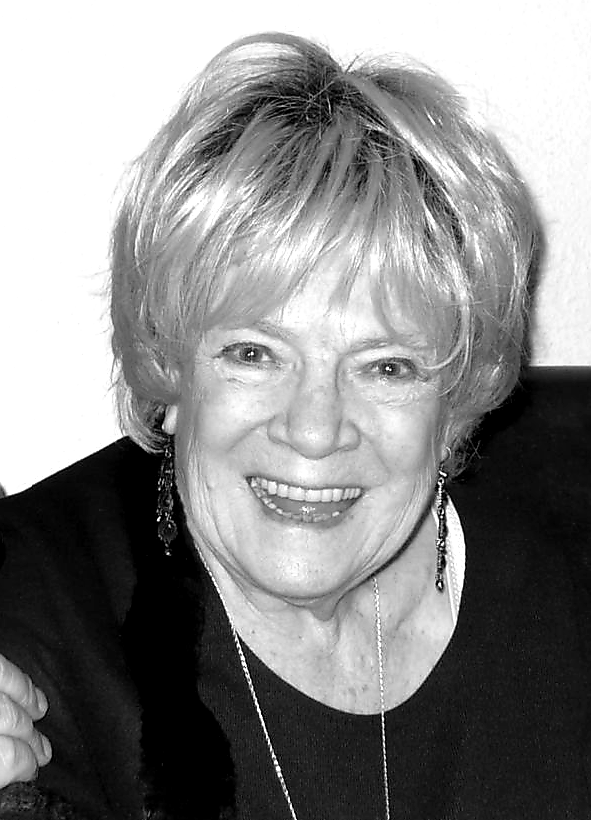
Vlasta Chramostová (* 1926)

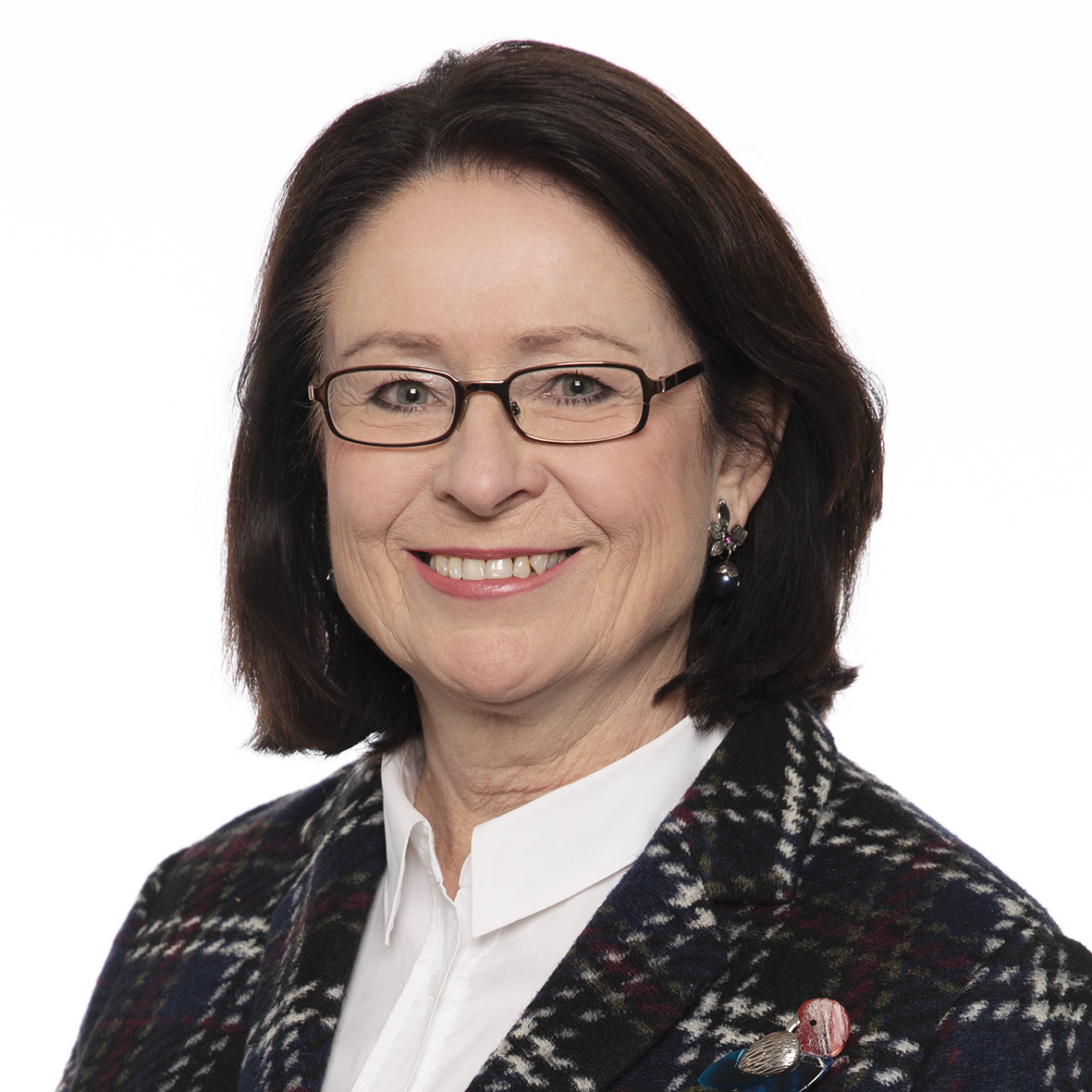
Miroslava Němcová (* 1952)

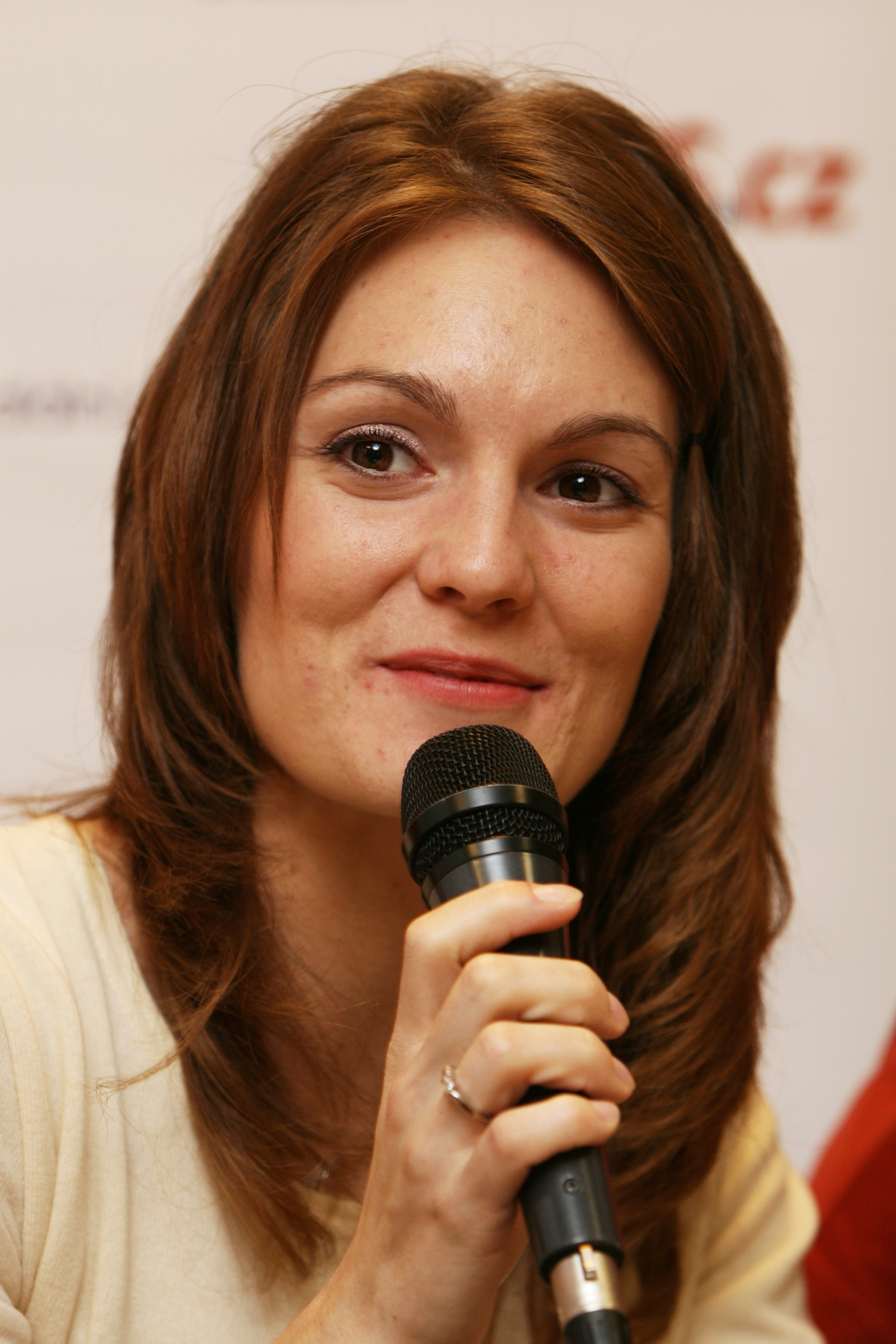
Kateřina Emmons (* 1983)

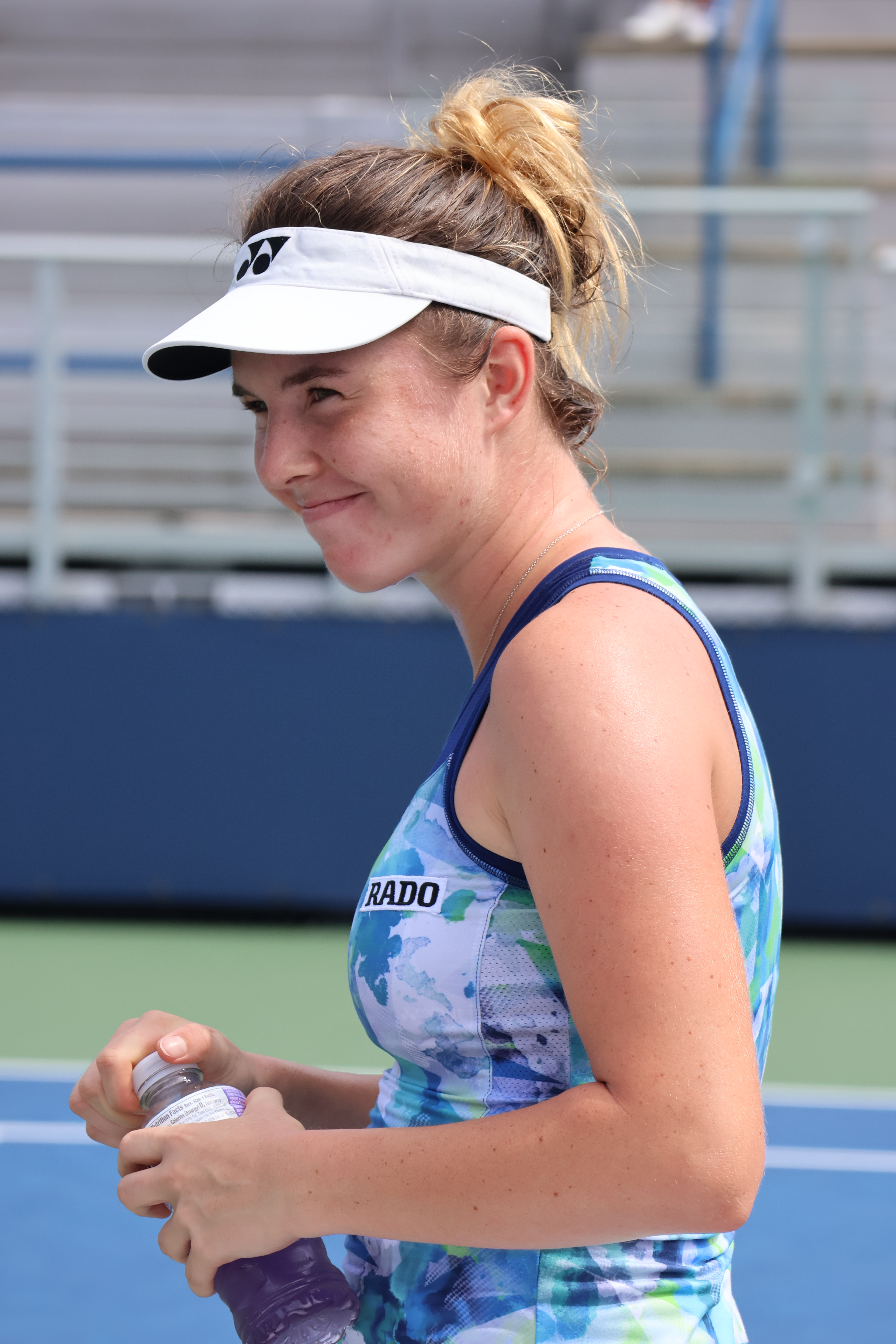
Linda Nosková (* 2004)

- 1746 – Pavel Ferdinand Niering, katolický duchovní a teolog († 1829)
- 1794 – Andreas Spunar, fyzik, děkan filozofické fakulty olomoucké univerzity († 16. listopadu 1840)
- 1813 – Karl Georg Wolfrum, rakouský a český průmyslník a politik († 30. května 1888)
- 1816 – August Wilhelm Ambros, historik hudby a hudební teoretik († 28. června 1876)
- 1837 – Benedikt Baroch, architekt a stavitel († 2. listopadu 1907)
- 1841 – Josef Huttary, malíř († 29. ledna 1890)
- 1844 – František Levý, poštovní úředník a regionální historik († 27. března 1920)
- 1851 – Anna Altmann-Urbaniczky, první členka socialistického hnutí na území Rakouska-Uherska († 9. března 1941)
- 1855 – František Schlaffer, architekt a stavitel († 26. září 1924)
- 1860 – Alois Herout, spoluautor původní československé těsnopisné soustavy († 26. listopadu 1943)
- 1868
  - Juraj Babka, československý politik († 14. května 1942)
  - Jaroslav Bidlo, historik († 1. prosince 1937)
- 1873 – František Pechman, československý politik († 23. března 1947)
- 1877 – František Kobliha, malíř († 12. prosince 1962)
- 1878 – Josef Kaminský, československý politik rusínské národnosti († 1944)
- 1879 – Jindřich Kamenický, ministr protektorátní vlády († 27. března 1959)
- 1884 – Oskar Srnka, elektrotechnik a univerzitní pedagog († 19. dubna 1966)
- 1888
  - Jaromír Nečas, politik († 30. ledna 1945)
  - Antonín Ludvík Stříž, kněz, básník a překladatel († 6. srpna 1960)
- 1895
  - Rudolf Sloup-Štapl, československý fotbalový reprezentant († 7. září 1936)
  - Jaroslav Vedral, československý generál († 6. října 1944)
- 1897
  - Julius Firt, politik († 27. května 1979)
- 1902
  - Jindřich Strniště, běžec na střední tratě († 1. května 2003)
  - Viktor Strniště, běžec na střední tratě († 31. května 1976)
- 1903 – Ema Řezáčová, spisovatelka († 29. června 1997)
- 1905 – Miroslav Schäferling, radioamatér, odbojář, politický vězeň († 28. prosince 1969)
- 1907 – Ladislav Mikeš Pařízek, cestovatel († 28. března 1988)
- 1909 – Karel Raška, epidemiolog († 21. listopadu 1987)
- 1910
  - Stefan Pospichal, fotbalista rakouské národnosti († 1940)
  - Adolf Pimpara, politik a člen KSČ († 1982)
- 1912 – Karel Židek, varhaník, skladatel a dirigent († 24. června 2001)
- 1915 – Pavel Spálený, herec († 6. července 1985)
- 1917 – Fan Vavřincová, spisovatelka († 16. prosince 2012)
- 1920 – Vasil Kiš, velitel partyzánského oddílu ukrajinského původu († 24. listopadu 1986)
- 1921
  - Miroslav Protiva, chemik († 6. března 1998)
  - Jiřina Bílá, herečka († 6. srpna 1999)
- 1923
  - Josef Štefl, herec († 14. března 2002)
  - Terry Haass, umělkyně působící ve Francii († 1. března 2016)
- 1924 – Irena Dubská, spisovatelka († 24. července 2010)
- 1926
  - Vlasta Chramostová, herečka († 6. října 2019)
  - Ivan Ruller, architekt a děkan univerzity VUT († 25. března 2018)
- 1927
  - Kamil Zvelebil, indolog, tamilista a drávidista († 17. ledna 2009)
  - Václav Eret, házenkář a reprezentant († 26. března 2015)
  - René Michlovský, fotbalový brankář
- 1928 – Helena Kružíková, herečka († 3. března 2021)
- 1929 – Vladimír Klement, pedagog a knihovník († 27. května 2007)
- 1930 – Zdeňka Bauerová, profesorka oděvního designu († 23. července 2023)
- 1936 – Hana Storchová, grafička, ilustrátorka a malířka
- 1939 – Jiří Žemba, diskař a atlet († 26. července 1981)
- 1943
  - Karel Bělohradský, herec († 4. května 2012)
  - Lubomír Adelt, fotbalový obránce
- 1944
  - Jiřina Čermáková, pozemní hokejistka († 17. listopadu 2019)
  - Karel Fojtík, hodnostář Církve bratrské
- 1948 – Slavomír Hrůša, fotbalový obránce
- 1949 – Miloslav Mrština, politik
- 1950 – Jan Filip, ústavní právník
- 1952 – Miroslava Němcová, politička
- 1953 – Miroslav Oliverius, regionální historik a heraldik
- 1954
  - Mojmír Vlašín, brněnský zoolog a komunální politik
  - Kaliopi Chamonikola, historička a teoretička umění řeckého původu
- 1958 – Leoš Zajíc, hokejový útočník
- 1960
  - Sanča Fülle, sinoložka a spisovatelka
  - Zdeněk Blahuta, farmaceut a úředník v oboru zdravotníci
- 1962 – Iva Kalátová, politička a podnikatelka
- 1963 – Miloslav Plass, politik a manažer
- 1964 – Daniela Kovářová, právnička a politička
- 1965 – Zdenka Grossmannová, vodní slalomářka a kajakářka
- 1968
  - Magdalena Bičíková, dětská herečka, později novinářka
  - Tomáš Krejčík, fotbalový útočník
- 1969 – Miroslav Brát, politik a novinář
- 1972 – Pavel Jelínek, fyzik
- 1973 – Aleš Dufek, politik a advokát
- 1977 – Radek Matějovský, hokejista
- 1978
  - Martin Lukeš, fotbalista
  - Jakub Sucháček, skokan na lyžích
- 1980 – Ivan Foletti, česko-švýcarský historik umění
- 1983
  - Kateřina Emmons roz. Kůrková, sportovní střelkyně, olympijská vítězka
  - Jiří Kučný, hokejový obránce
- 1989
  - Jiří Janoušek, fotbalový záložník
  - Martin Sedláček, podnikatel a majitel značky Naturalis
  - Barbora Bočková, herečka, fyzioterapeutka
- 1994 – Patrizio Stronati, fotbalový obránce a reprezentant
- 2004 – Linda Nosková, tenistka

### Svět

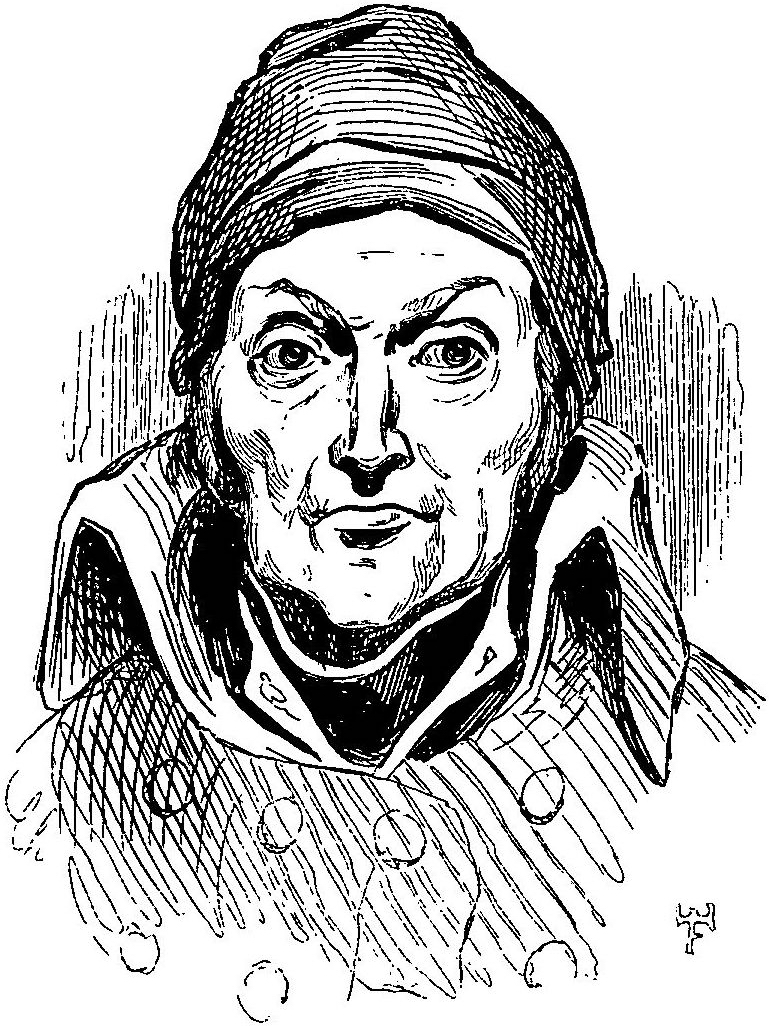
Nicolas Appert (* 1749)

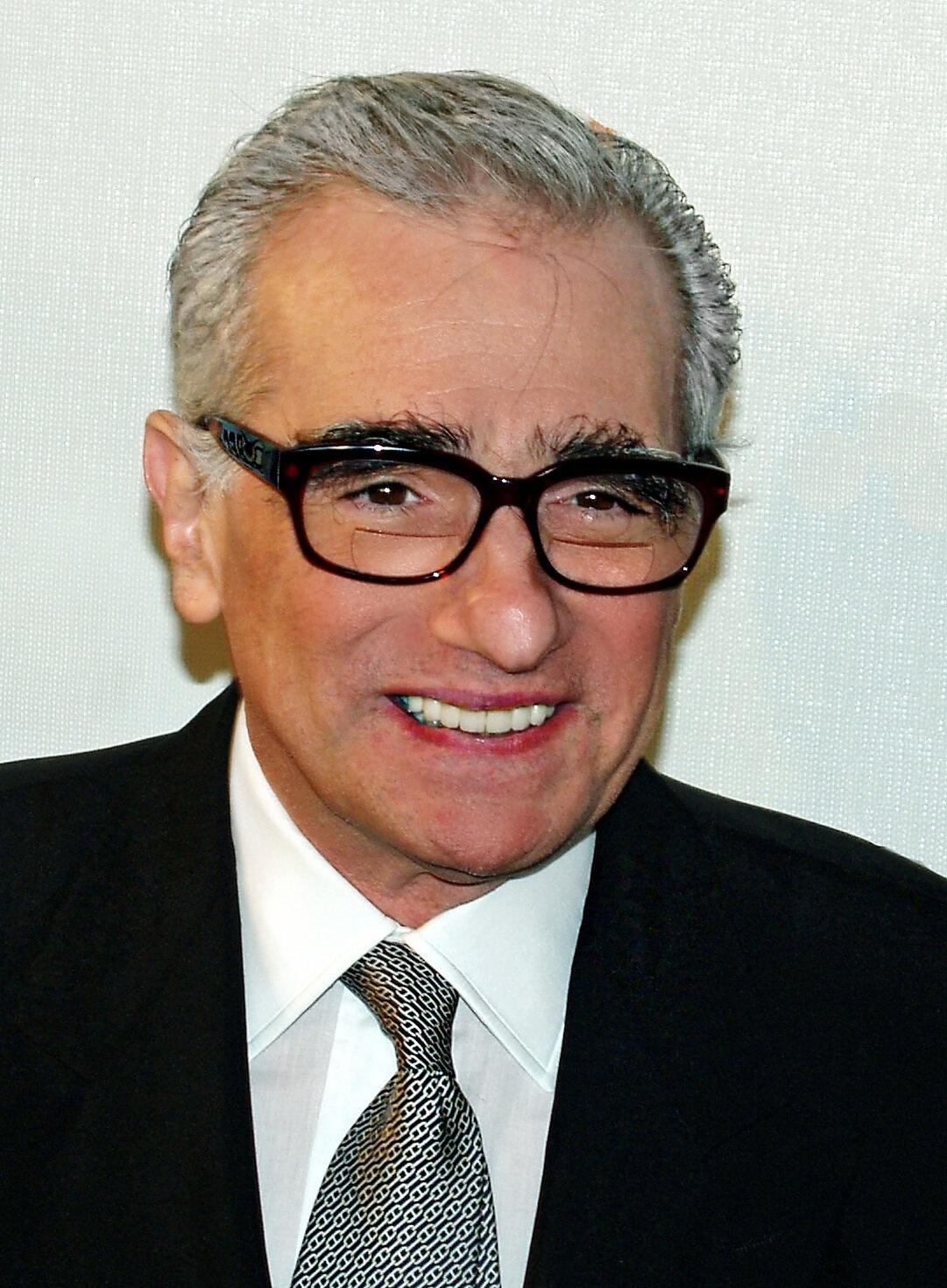
Martin Scorsese (* 1942)

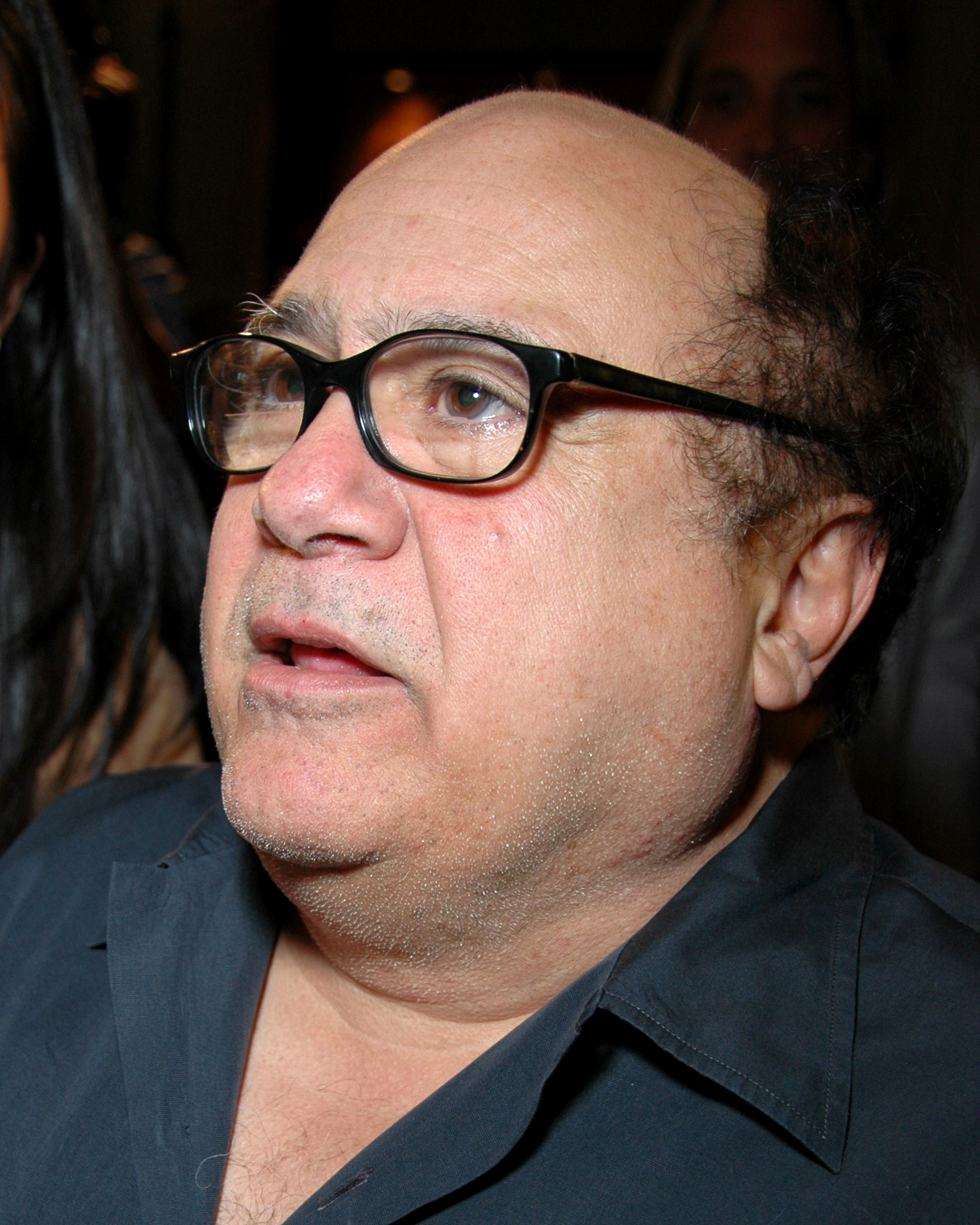
Danny DeVito (* 1944)

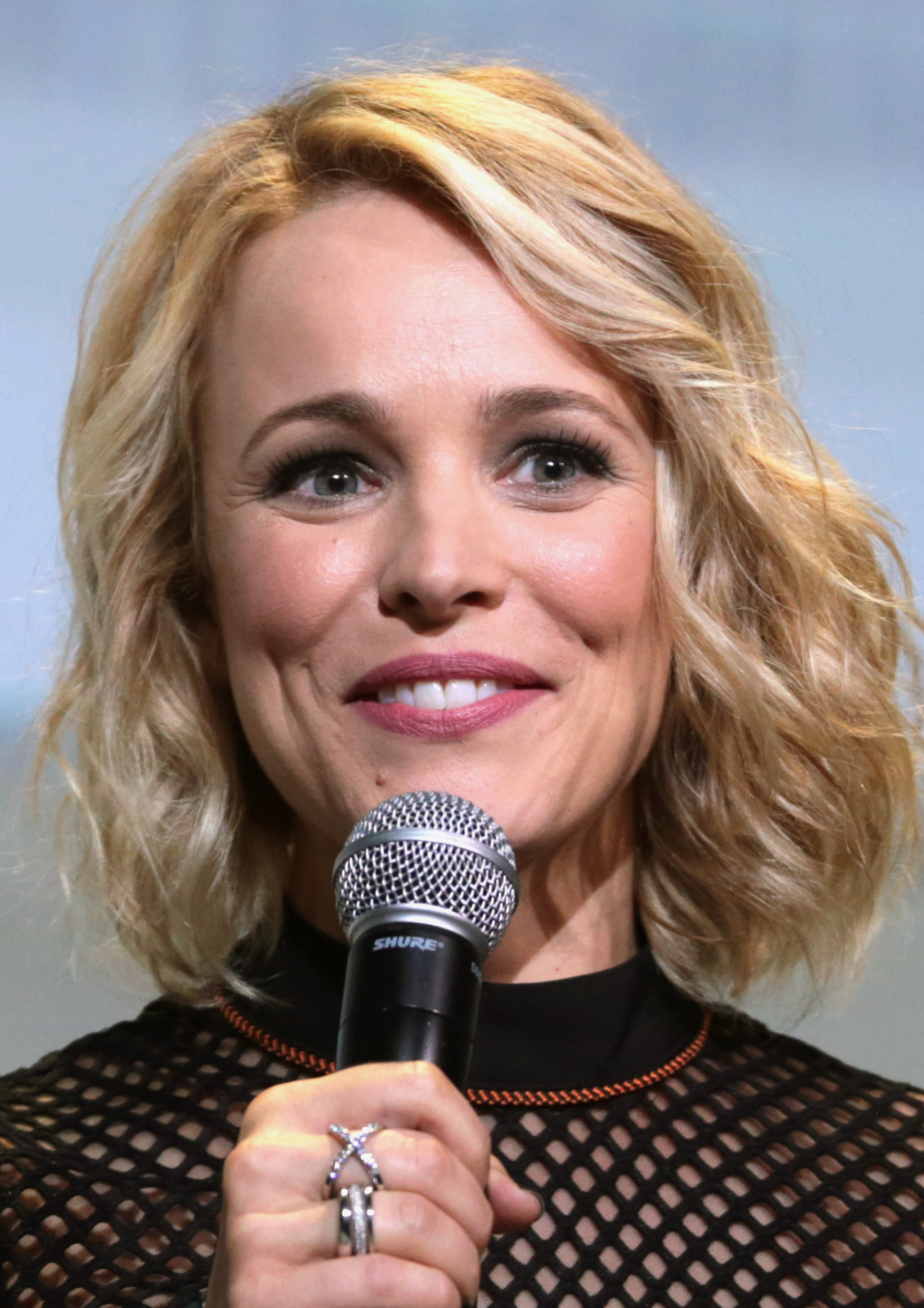
Rachel McAdamsová (* 1978)

- 0009 – Vespasianus, římský císař († 23. června 79)
- 1019 – S'-ma Kuang, čínský historik, politik a básník († 11. října 1086)
- 1433 – Ferdinand Portugalský, princ a třetí syn portugalského krále Eduarda I. († 18. září 1470)
- 1453 – Alfons, kníže z Asturie († 5. července 1468)
- 1503 – Agnolo Bronzino, italský malíř († 23. listopadu 1572)
- 1587 – Joost van den Vondel, nizozemský dramatik a spisovatel († 5. února 1679)
- 1602 – Anežka od Ježíše, francouzská řeholnice řádu dominikánů a abatyše († 19. října 1634)
- 1612
  - Frans Post, nizozemský malíř († 17. února 1980)
  - Dorgon, mandžuský princ († 31. prosince 1650)
- 1629 – Giovanni Pietro Tencalla, italsko-švýcarský architekt († 6. března 1702)
- 1631 – Marek z Aviana, italský katolický duchovní († 13. srpna 1699)
- 1698 – James Cornewall, britský námořní důstojník a politik († 22. února 1744)
- 1710 – Franz Hilverding, rakouský tanečník († 29. května 1768)
- 1729 – Marie Antonie Španělská, španělská infantka a sardinská královna († 19. září 1785)
- 1747 – Franz Samuel Karpe, slovinský filosof († 4. října 1806)
- 1749 – Nicolas Appert, francouzský vynálezce potravinových konzerv († 5. června 1841)
- 1755 – Ludvík XVIII., francouzský král († 16. září 1824)
- 1763 – Christoph von Passy, rakouský právník a pedagog činný v Olomouci († 1837)
- 1765 – Étienne Macdonald, francouzský maršál († 25. září 1840)
- 1769 – Šarlota Georgina Meklenbursko-Střelická, německá šlechtična a sasko-hildburghausenská vévodkyně († 14. května 1818)
- 1772 – Horace François Sébastiani, francouzský generál a politik († 20. července 1851)
- 1780 – Peter Oluf Brøndsted, dánský archeolog († 26. června 1842)
- 1783 – Anton Günther, rakouský filozof a teolog († 24. února 1863)
- 1790 – August Ferdinand Möbius, německý matematik a astronom († 26. září 1868)
- 1801 – Eduard Gurk, rakouský malíř († 31. března 1841)
- 1809 – Elizabeth Eastlake, britská historička umění a kreslířka († 2. října 1893)
- 1812 – Roundell Palmer, 1. hrabě ze Selborne, britský právník a politik († 4. května 1895)
- 1817 – Anton Kochanowski von Stawczan, rakouský politik a člen říšské rady polského původu († 10. září 1906)
- 1823 – Josef Götz, rakouský šlechtic a politik († 18. října 1894)
- 1827
  - Franz Falkenhayn, rakouský šlechtic a politik († 7. září 1898)
  - Petko Slavejkov, bulharský básník a publicista († 1. července 1895)
- 1828 – Valentin Paquay, belgický kněz, blahoslavený katolické církve († 1. ledna 1905)
- 1831 – Miguel Miramón, mexický voják a politik († 19. června 1867)
- 1832 – Egon Thun-Taxis, německý šlechtic († 8. února 1892)
- 1845 – Marie Hohenzollernská, flanderská hraběnka a matka belgického krále Alberta I. († 26. listopadu 1912)
- 1848 – Karl Heidler, rakousko-uherský diplomat († 10. října 1917)
- 1857 – Joseph Babinski, francouzsko-polský lékař a neurolog († 29. října 1932)
- 1858 – Theodor Bach, rakouský architekt († 18. ledna 1938)
- 1862 – Vladimir Burcev, ruský revoluční aktivista a spisovatel († 21. srpna 1942)
- 1867 – Ludwig von Flotow, ministr zahraničí Rakouska-Uherska († 6. dubna 1948)
- 1868 – Juraj Babka, slovenský pedagog a meziválečný senátor († 1942)
- 1869 – Klymentij Kazymyr Šeptyckyj, rakouský politik rusínského původu († 1. května 1951)
- 1872 – Edvard Engelsaas, norský rychlobruslař († 30. srpna 1902)
- 1876 – August Sander, německý fotograf († 20. dubna 1964)
- 1879 – Marie Kristýna Rakouská, rakouská princezna z těšínské linie Habsbursko-Lotrinských († 6. srpna 1962)
- 1886 – Janko Polić Kamov, chorvatský básník, dramatik a romanopisec († 8. srpna 1910)
- 1887
  - Arnošt August Brunšvický, poslední brunšvický vévoda († 23. ledna 1953)
  - Bernard Montgomery, britský polní maršál († 24. března 1976)
- 1888
  - Isabela Rakousko-Těšínská, rakouská arcivévodkyně († 6. prosince 1973)
  - Sebastian Englert, německý misionář († 8. ledna 1969)
- 1892 – Beppo Römer, německý právník († 25. září 1944)
- 1895 – Michail Michajlovič Bachtin, ruský literární vědec († 7. března 1975)
- 1896 – Lev Vygotskij, sovětský psycholog († 11. června 1934)
- 1901 – Walter Hallstein, západoněmecký právník a politik († 29. března 1982)
- 1902 – Eugene Paul Wigner, maďarský fyzik, nositel Nobelovy ceny († 1. ledna 1995)
- 1904 – Salomeja Nerisová, sovětská (litevská) básnířka († 7. července 1945)
- 1905 – Astrid Švédská, belgická královna († 29. srpna 1935)
- 1906
  - Sóičiró Honda, japonský inženýr a průmyslník († 5. srpna 1991)
  - Dašdordžín Nacagdordž, mongolský básník a spisovatel († 13. června 1937)
- 1910 – Rachel de Queiroz, brazilská spisovatelka († 4. listopadu 2003)
- 1912
  - Harry Ackerman, americký televizní producent († 3. února 1991)
  - Kim Song-kan, korejsko-japonský fotbalista († 29. května 1984)
- 1913 – Christiane Desroches Noblecourt, francouzská egyptoložka († 23. června 2011)
- 1916
  - Pavol Bilík, slovenský příslušník finanční stráže († 25. března 1944)
  - George Silk, americký válečný a sportovní fotograf († 23. října 2004)
- 1917 – Klavdija Alexandrovna Barchatova, sovětská astronomka († 19. ledna 1990)
- 1919 – Anatolij Petrovič Dněprov, ruský sovětský spisovatel vědeckofantastické literatury († 7. října 1975)
- 1920
  - George Dunning, kanadský ilustrátor a filmový animátor († 15. února 1979)
  - Jean Starobinski, švýcarský literární teoretik († 4. března 2019)
- 1921 – Mieczyslaw Tomaszewski, polský muzikolog († 14. ledna 2019)
- 1922
  - Stanley Cohen, americký biochemik a biolog, nositel Nobelovy ceny († 5. února 2020)
  - Jozef Švirec, slovenský politik a člen KSČ († 21. února 1996)
- 1923 – Aristides Pereira, prezident Kapverd († 22. září 2011)
- 1924 – Islwyn Ffowc Elis, britský spisovatel píšící ve velšském jazyce († 22. ledna 2004)
- 1925
  - Aristid Lindenmayer, maďarský biolog († 30. října 1989)
  - Charles Mackerras, britský dirigent a skladatel († 14. července 2010)
- 1927 – Robert Butler, americký filmový a televizní režisér († 3. listopadu 2023)
- 1928
  - Arman, francouzsko-americký výtvarný umělec († 22. října 2005)
  - Rance Howard, americký herec († 25. listopadu 2017)
- 1930
  - David Amram, americký hudebník, hudební skladatel a dirigent
  - Bob Mathias, americký dvojnásobný olympijský vítěz v desetiboji († 2. září 2006)
- 1931
  - Pierre Nora, francouzský historik a nakladatel
  - Leopoldo Pomés, španělský fotograf a publicista († 27. srpna 2019)
  - Wayne Andre, americký pozounista († 26. srpna 2003)
  - Amira Sartani, izraelská politička
- 1933 – Isao Iwabuči, japonský fotbalista († 16. dubna 2003)
- 1934
  - Alan Curtis, americký cembalista, muzikolog a dirigent († 15. července 2015)
  - James Inhofe, americký republikánský politik († 9. července 2024)
- 1935
  - Toni Sailer, rakouský lyžař, herec a zpěvák († 24. srpna 2009)
  - Roswell Rudd, americký pozounista († 21. prosince 2017)
- 1936 – Brenda Jonesová, australská běžkyně
- 1938
  - Gordon Lightfoot, kanadský písničkář a skladatel († 1. května 2023)
  - Farial Egyptská, princezna a dcera egyptského krále Farúka I. († 29. listopadu 2009)
- 1940 – Michael A'Hearn, americký astronom († 29. května 2017)
- 1941 – Sarah Moon, francouzská fotografka, modelka a režisérka
- 1942
  - Kang Kek Ieu, kambodžský vrah politických vězňů († 2. září 2020)
  - Martin Scorsese, americký režisér, herec a scenárista
  - Derek Clayton, australský vytrvalec
- 1943 – Chang Chao-Tang, tchajwanský fotograf
- 1944
  - Ján Kirth, slovenský fotbalový obránce
  - Gene Clark, americký hudebník († 24. května 1991)
  - John-David F. Bartoe, americký astrofyzik a astronaut
  - Danny DeVito, americký herec
  - Reem Koolhaas, nizozemský architekt, teoretik a urbanista
  - Sarolta Monspartová, maďarská orientační běžkyně († 24. dubna 2021)
- 1945
  - Gene Davis, americký zápasník volnostylař
  - Abdal Madžíd Tabbúni, alžírský politik
- 1946
  - Martin Barre, britský rockový hudebník
  - Petra Burkaová, kanadská krasobruslařka
- 1947 – Ján Barčák, slovenský fotbalista
- 1948 – William L. Jungers, americký antropolog
- 1949
  - Michel Quint, francouzský spisovatel
  - John Boehner, americký republikánský politik
- 1950
  - Rudolf Maria Habsbursko-Lotrinský, arcivévoda, kníže habsbursko-lotrinský
  - Carl Meade, americký astronaut
  - Roland Matthes, východoněmecký plavec († 20. prosince 2019)
- 1951
  - Jack Vettriano, skotský malíř
  - Lazar Ju Hung-sik, italský katolický duchovní jihokorejského původu
  - Czesław Kozon, dánský katolický kněz polského původu
- 1952
  - Hubert von Goisern, rakouský zpěvák a skladatel
  - Roman Ogaza, polský fotbalový útočník († 5. března 2006)
  - Roman Codreanu, rumunský zápasník († 26. května 2001)
  - Cyril Ramaphosa, jihoafrický politik a podnikatel
- 1953
  - Ulrike Brunsová, východoněmecká běžkyně
  - Nada, italská zpěvačka
- 1955
  - Amanda Levete, britská architektka
  - Dennis Maruk, kanadský hokejový útočník
- 1956 – Zdeno Miškolci, slovenský fotbalový útočník
- 1957
  - Dani Levy, švýcarský režisér, herec a scenárista
  - Mirzakarim Norbekov, uzbecký učitel alternativní medicíny
- 1958
  - Stanislav Zvolenský, slovenský katolický biskup
  - Vladimír Ekhardt, slovenský fotbalista a trenér
- 1959 – Thomas Allofs, německý fotbalový útočník
- 1960 – Gabriel Palacka, slovenský politik
- 1961
  - Jacques-Étienne Bovard, švýcarský spisovatel
  - Pat Toomey, americký politik a podnikatel
- 1963 – Jonny Jakobsen, dánsko-švédský zpěvák
- 1964
  - Gabriel Hornyák, slovenský fotbalista a obránce
  - Susan Riceová, americká diplomatka a státní úřednice
  - Krzysztof Warzycha, polský fotbalový útočník
- 1965 – Ruslana Pysanka, ukrajinská herečka a moderátorka († 19. července 2022)
- 1966
  - Jeff Buckley, americký zpěvák a kytarista († 29. května 1997)
  - Richard Fortus, americký kytarista
  - Friederike Pannewicková, německá arabistka
  - Sophie Marceau, francouzská herečka a režisérka
  - Ed Brubaker, americký komiksový scenárista
- 1967
  - Domenico Schiattarella, italský automobilový závodník
  - Severin Schwan, rakouský manažer
- 1969 – Jean-Michel Saive, belgický stolní tenista
- 1970
  - Paul Allender, britský kytarista
  - Silvana Kochová-Mehrinová, německá politička
- 1971
  - Michael Adams, britský šachový velmistr
  - David Ramsey, americký herec
  - Olga Savojsko-Aostská, řecká princezna
- 1973 – Bernd Schneider, německý fotbalista
- 1974
  - Eunice Barberová, francouzská vícebojařka
  - Berto Romero, španělský komik
  - Leslie Bibb, britská herečka
- 1976
  - Brandon Call, americký herec
  - Nicole Forresterová, kanadská výškařka
- 1977 – Mike Cernovich, americký antifeminista a extrémista
- 1978
  - Rachel McAdamsová, kanadská herečka
  - Reggie Wayne, hráč amerického fotbalu
- 1980
  - Mercedes Martinezová, americká profesionální wrestlerka
  - Rado Vrčakovski, severomakedonský zpěvák a účastník Eurovize
- 1981 – Alina Puscau, rumunská topmodelka a zpěvačka
- 1982
  - Sofija Andruchovyč, ukrajinská spisovatelka
  - Becky Albertalli, americká autorka románů pro dospělé
- 1983
  - Christopher Paolini, americký spisovatel (Eragon, Eldest, Brisingr)
  - Jodie Henryová, australská plavkyně
- 1984 – Petra Lelovská, slovenská podnikatelka a majitelka hotelů
- 1985
  - Rafael Cardoso, brazilský herec
  - Edivaldo Hermoza, bolivijský fotbalista
  - Osea Kolinisau, fidžijský ragbista
- 1986
  - Nani, portugalský fotbalista
  - Joe Jacobson, velšský fotbalista
  - Greg Rutherford, britský atlet a olympionik
  - Alexis Vastine, francouzský amatérský boxer († 9. března 2015)
- 1987 – Kat DeLuna, dominikánsko-americká zpěvačka a tanečnice
- 1988
  - Beatriz Garcíaová Vidaganyová, španělská tenistka
  - Hilary Barteová, americká tenistka
- 1989
  - Rasmus Enström, švédský florbalista
  - Roman Zozulja, ukrajinský fotbalový útočník
- 1990 – Alexa Guarachiová, chilská tenistka
- 1991
  - Nicole Gontierová, italská biatlonistka
  - Chetag Cabolov, ruský zápasník
- 1992
  - Marquis Dendy, americký atlet
  - Katarzyna Kawaová, polská tenistka
  - Natasha Morrisonová, jamajská sprinterka
- 1993 – Martjin Lakemeier, nizozemský filmový herec
- 1994 – Jabulani Linje, malawský fotbalista
- 1995 –  Elise Mertensová, belgická tenistka
- 1996 – Ruth Jebetová, keňská vytrvalkyně

## Úmrtí
Automatický abecedně řazený seznam viz Kategorie:Úmrtí 17. listopadu

### Česko

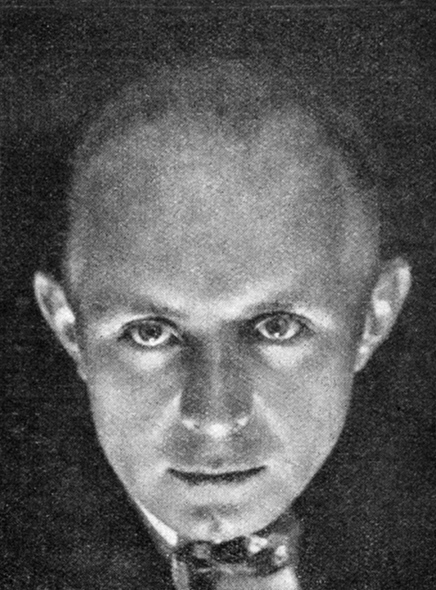
Václav Krška († 1969)

- 1557 – Bohunka z Rožmberka, šlechtična (* 17. března 1536)
- 1808 – David Zeisberger, duchovní Moravské církve (* 7. března 1721)
- 1814 – František Jan Tomsa, spisovatel a překladatel (* 4. října 1753)
- 1873 – Edmund Schwarzenberg, rakouský generál (* 18. listopadu 1803)
- 1891 – Karl Hielle, rakousko-český politik a podnikatel (* 25. července 1848)
- 1897 – Josef von Eichhoff, rakouský politik z Moravy (* 23. října 1822)
- 1899 – Felix Hubáček, rakousko-český podnikatel a politik (* 29. srpna 1845)
- 1900 – Wenzel Günther, rakousko-německý politik z Čech (* 23. února 1851)
- 1921 – Antonín Karel Nový, divadelník, herec a režisér (* 26. května 1852)
- 1933 – Adolf Šlégl, pedagog, archeolog, dramatik, publicista a osvětový pracovník (* 26. listopadu 1855)
- 1935 – Antonín Tomíček, regionální historik a národopisec (* 9. března 1866)
- 1938 – Sándor Herz, československý politik maďarské národnosti, člen KSČ (* 5. prosince 1875)
- 1939 – studentští funkcionáři, popravení nacisty:
  - Josef Adamec (* 18. prosince 1909)
  - Jan Černý (* 20. listopadu 1914)
  - Marek Frauwirth (* 8. listopadu 1911)
  - Jaroslav Klíma (* 18. května 1913)
  - Bedřich Koula (* 1. března 1913)
  - Josef Matoušek (* 13. ledna 1906)
  - František Skorkovský (* 1. března 1909)
  - Václav Šaffránek (* 11. prosince 1920)
  - Jan Weinert (* 18. prosince 1914)
- 1953
  - Regina Řeháková, hudební skladatelka a pedagožka (* 25. července 1892)
  - Václav Šlosar-Doubravský, spisovatel a překladatel (* 12. října 1873)
- 1959 – Gustav Hummer, rakousko-český lékárník a politik (* 11. prosince 1877)
- 1960 – Vladivoj Tomek, poslední popravený český antikomunista (* 9. června 1933)
- 1963 – Method Kaláb, grafik a ilustrátor (* 10. července 1885)
- 1969 – Václav Krška, scenárista a režisér (* 4. října 1900)
- 1970 – Marie Ludmila Černá-Šlapáková, knihovnice, bibliografka a vysokoškolská pedagožka (* 7. června 1897)
- 1978 – Alois Toufar, pedagog a výtvarník (* 24. dubna 1919)
- 1980 – Pavel Bošek, dramatik a spisovatel (* 1. ledna 1932)
- 1981 – Jan Škoda, divadelní režisér a herec (* 2. května 1896)
- 1982 – Jiří Sůra, prvoligový fotbalista (* 24. ledna 1939)
- 1984 – Jan Novák, klavírista a skladatel (* 8. dubna 1921)
- 1985 – Willi Ströminger, portrétní fotograf a herec (* 4. října 1902)
- 1986 – Laďka Kozderková, muzikálová herečka a zpěvačka (* 26. června 1949)
- 1987 – Vladimír Šustr, spisovatel (* 29. prosince 1913)
- 1988
  - Vratislav Bělík, národopisný spisovatel (* 20. července 1900)
  - Oldřich Burda, pracovník bezpečnostních složek a člen KSČ (* 14. prosince 1924)
  - Jiří Nevosad, advokát a kulturní aktivista (* 1. dubna 1901)
- 1989 – Roman Mrázek, vysokoškolský pedagog a jazykovědec (* 21. listopadu 1921)
- 1999 – Jan Smudek, hrdina protinacistického odboje (* 8. září 1915)
- 2003 – Jiří Brabec, country muzikant a skladatel (* 2. července 1940)
- 2005 – Milan Dufek, člen skupiny Rangers – Plavci (* 6. května 1944)
- 2006 – Karel Valter, malíř (* 17. února 1909)
- 2013
  - Jiří Bednář, herec, scenárista, dramatik a dramaturg (* 11. listopadu 1941)
  - Tomáš Pěkný, prozaik, dramatik, kulturní historik (* 8. května 1943)
- 2018 – Jan Skácel, nacionalistický politik (* 13. září 1934)
- 2019
  - Jiřina Čermáková, pozemní hokejistka (* 17. listopadu 1944)
  - Václav Pavkovič, reprezentant Československa ve veslování (* 24. dubna 1936)
- 2020 – Zdeněk Pospíšil, veterinární lékař a vysokoškolský pedagog (* 7. listopadu 1940)

### Svět

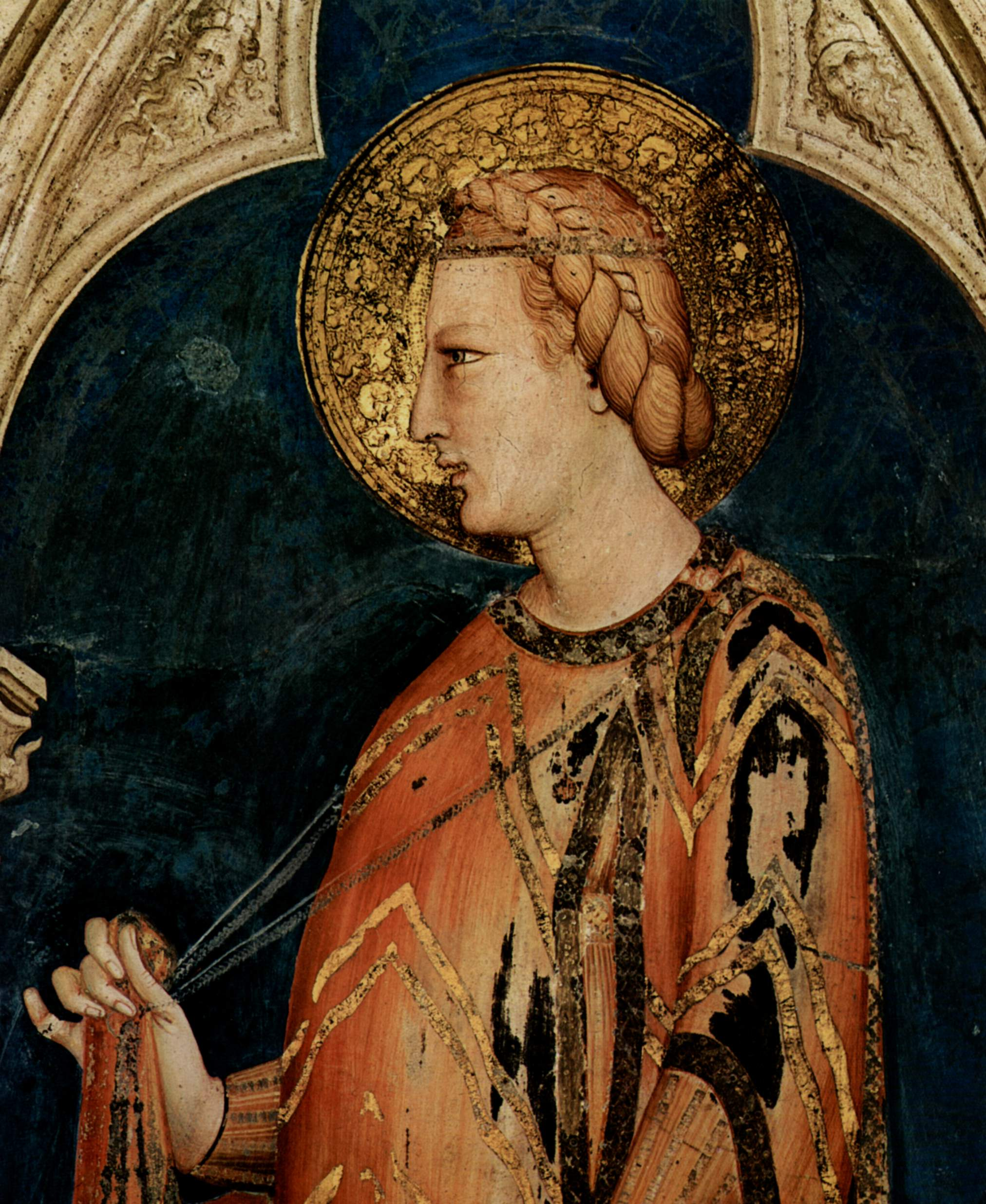
Alžběta Durynská († 1231)

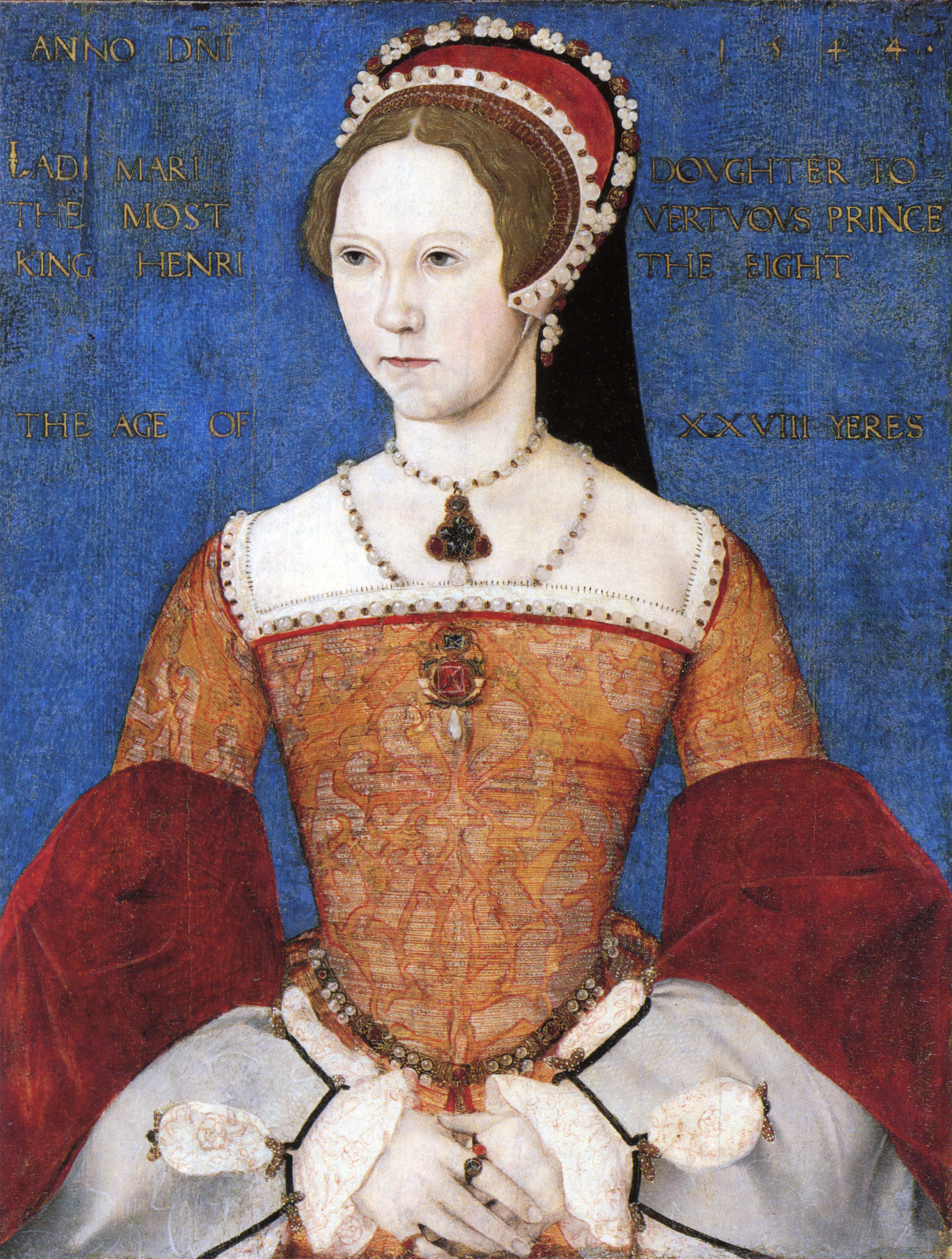
Marie I. Tudorovna († 1558)

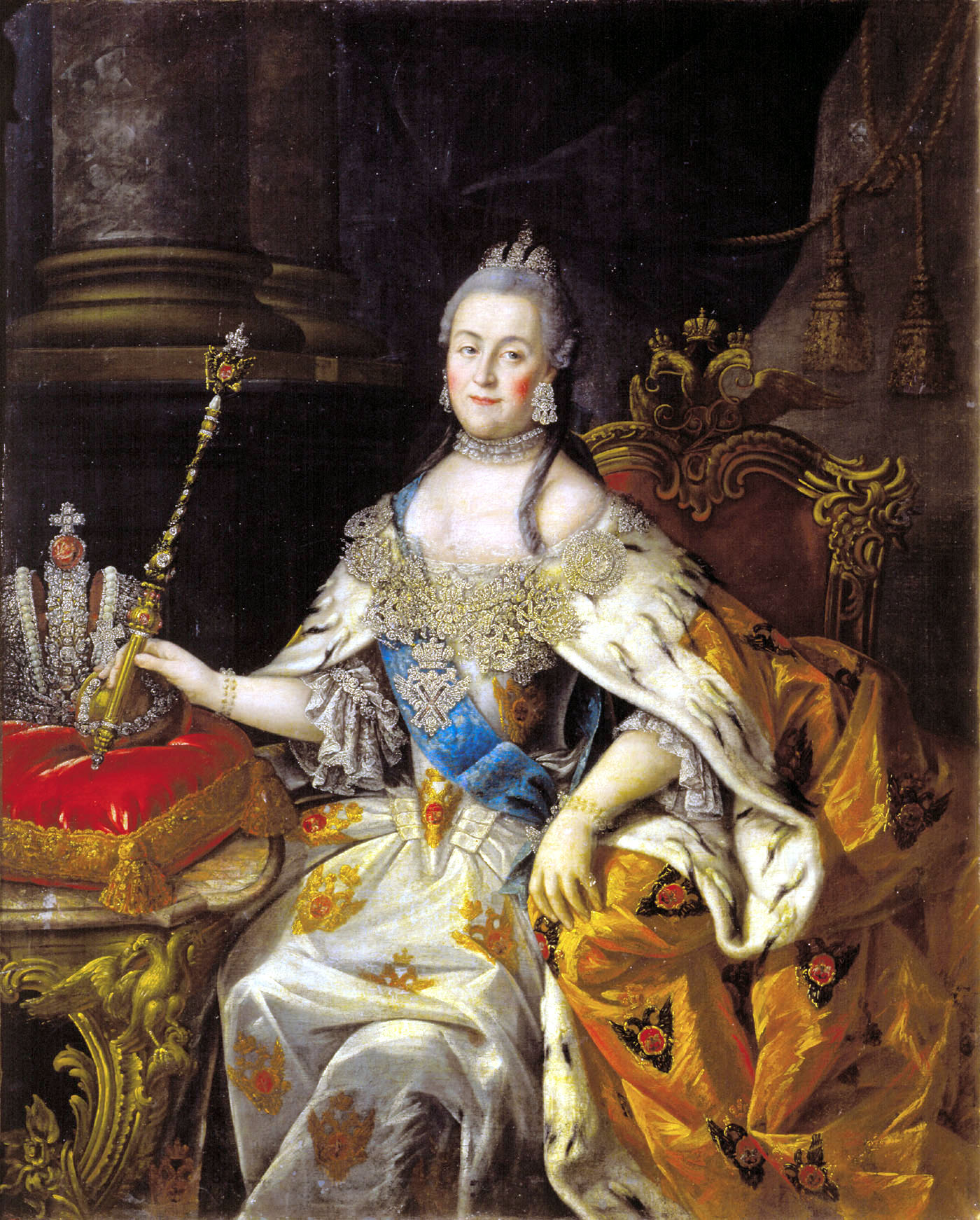
Kateřina Veliká († 1796)

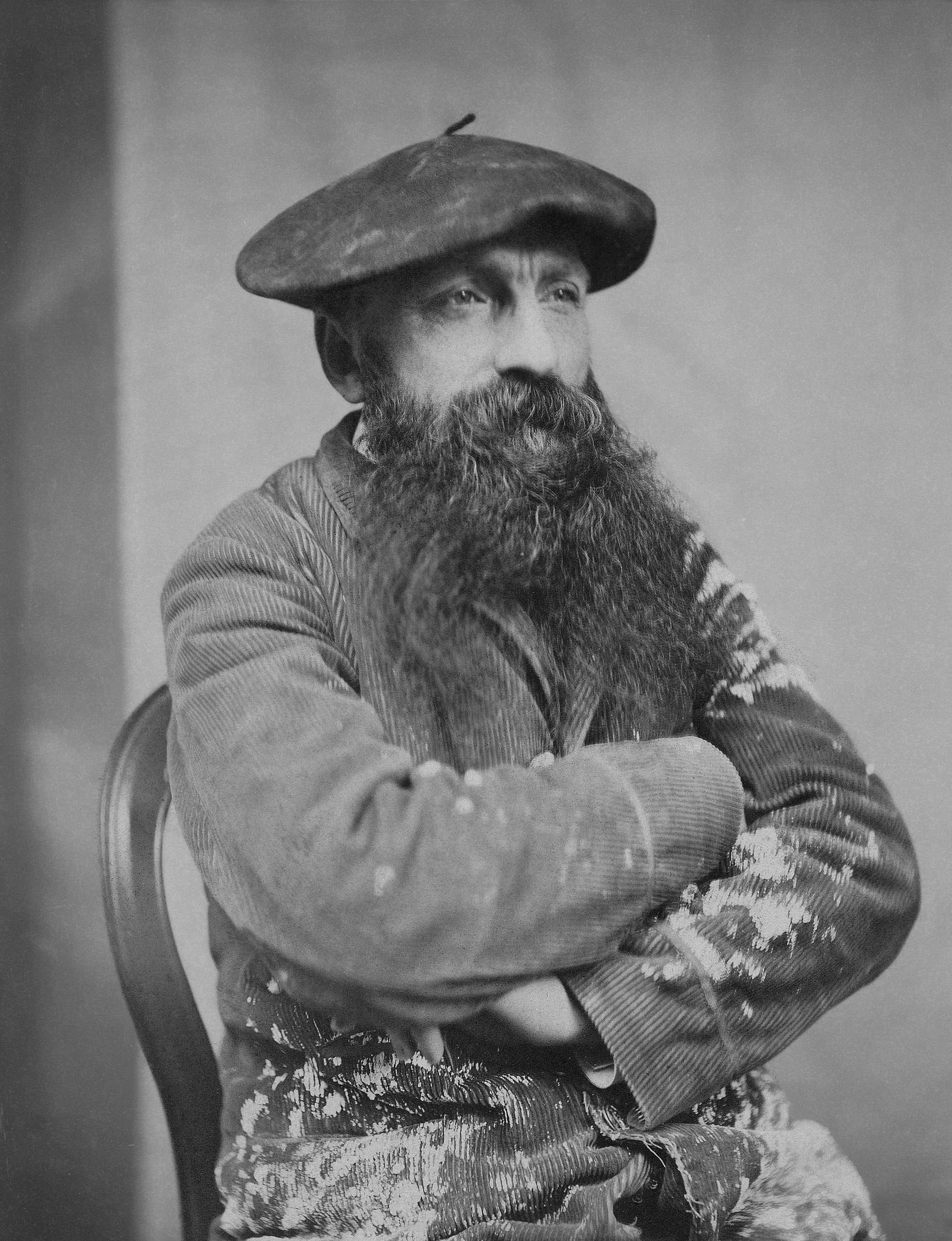
Auguste Rodin († 1917)

- 0375 – Valentinianus I., římský císař (* 321)
- 0474 – Leon II., římský císař (* 467)
- 0594 – Řehoř z Tours, franský biskup a historik (* 30. listopadu 539)
- 0641 – Džomei, japonský císař (* 593)
- 0885 – Liutgarda Saská, východofranská královna (* asi 845)
- 1231 – Alžběta Durynská, uherská princezna a světice (* 7. července 1207)
- 1240 – Blanka Portugalská, portugalská infantka (* ? 1192)
- 1241 – Celestýn IV., 179. papež (* ?)
- 1268 – bl. Salomena Polská, haličská královna z dynastie Piastovců (* 1211 nebo 1212)
- 1301 – sv. Gertruda Veliká, německá benediktinská řeholnice (* 6. ledna 1256)
- 1494 – Giovanni Pico della Mirandola, italský humanista a filosof (* 24. února 1463)
- 1503 – Bona Savojská, milánská vévodkyně (* asi 10. srpna 1449)
- 1525 – Eleonora z Viseu, manželka portugalského krále Jana II. (* 2. května 1458)
- 1550 – Jón Arason, islandský básník a katolický biskup (* 1484)
- 1558
  - Marie I. Tudorovna, anglická královna (* 18. února 1516)
  - Reginald Pole, anglický římskokatolický kardinál (* 3. března 1500)
- 1562 – Antonín Navarrský, navarský spolukrál (* 22. dubna 1518)
- 1592 – Jan III. Švédský, švédský král (* 20. prosince 1537)
- 1611 – Mikuláš Jindřich Orleánský, syn francouzského krále Jindřicha IV. (* 16. dubna 1607)
- 1624
  - Jakob Böhme, německý křesťanský mystik (* 1575)
  - Fabrizio Verallo, italský kardinál (* 1560)
- 1632 – Gottfried Heinrich Pappenheim, německý maršál (* 29. května 1594)
- 1727 – Johann Sigismund Kusser, irský hudební skladatel slovenského původu (* 13. února 1660)
- 1739 – Marie Amálie Braniborská, německá šlechtična a braniborská princezna (* 26. listopadu 1670)
- 1747 – Alain-René Lesage, francouzský spisovatel (* 8. května 1668)
- 1757 – Marie Josefa Habsburská, rakouská arcivévodkyně (* 8. prosince 1699)
- 1768 – Thomas Pelham-Holles, britský státník (* 21. července 1693)
- 1770 – Gian Francesco de Majo, italský skladatel (* 24. března 1732)
- 1793 – Jean-Nicolas Houchard, francouzský generál během revolučních válek (* 24. ledna 1738)
- 1796 – Kateřina Veliká, ruská carevna (* 2. května 1729)
- 1808 – David Zeisberger, moravský misionář v Severní Americe (* 11. dubna 1721)
- 1818
  - Šarlota Meklenbursko-Střelická, manželka britského krále Jiřího III. (* 19. května 1744)
  - Karl Gottlob von Anton, německý právník, jazykovědec a historik (* 23. července 1751)
- 1821 – James Burney, anglický mořeplavec (* 13. června 1750)
- 1822 – Joaquim Machado de Castro, portugalský sochař (* 19. června 1731)
- 1831 – Johana Grudzińská, polská šlechtična a kněžna (* 17. května 1791)
- 1858 – Robert Owen, britský utopický socialista (* 14. května 1771)
- 1872 – Robert Turnbull Macpherson, skotský fotograf (* 27. února 1811)
- 1882 – Daniel Lichard, slovenský spisovatel a první novinář (* 17. ledna 1812)
- 1887 – Jan Chełmecki, římskokatolický kněz polské národnosti (* 25. ledna 1816)
- 1898
  - Achille Costa, italský entomolog (* 10. srpna 1823)
  - Philipp Maximilian Schmutzer, rakouský hudební skladatel (* 31. prosince 1821)
- 1905
  - Filip Belgický, druhorozený syn belgického krále Leopolda I. (* 24. března 1837)
  - Adolf Lucemburský, lucemburský velkovévoda (* 24. července 1817)
- 1914 – František Víťazoslav Sasinek, slovenský historik (* 11. prosince 1830)
- 1917 – Auguste Rodin, francouzský sochař (* 12. listopadu 1840)
- 1921 – Gabriela Zapolska, polská dramatička (* 30. března 1857)
- 1924 – Eugéne Simon, francouzský přírodovědec (* 30. dubna 1848)
- 1925 – Johan August Brinell, švédský inženýr a metalurg (* 19. června 1849)
- 1926 – Erich von Diller, rakousko-uherský generál (* 12. července 1859)
- 1927 – Adolf Abramovič Joffe, ruský revolucionář, sovětský politik a diplomat (* 22. října 1882)
- 1929
  - Minya Diez-Dührkoop, německá fotografka (* 21. června 1873)
  - Herman Hollerith, americký statistik, vynálezce děrného štítku (* 29. února 1860)
  - Leopold Stolba, rakouský malíř a grafik (* 11. listopadu 1863)
- 1930 – Karl von Leth, ministr financí Předlitavska (* 27. května 1861)
- 1931
  - Georgi Atanasov, bulharský skladatel (* 6. května 1882)
  - Helmut Kolle, německý malíř (* 24. února 1899)
- 1933 – Peter Grasselli, rakouský politik slovinské národnosti (* 28. června 1841)
- 1934
  - Josef Kulischer, ruský ekonom a historik (* 1. srpna 1878)
  - Joachim Ringelnatz, německý básník a výtvarník (* 7. srpna 1883)
- 1935 – Stanisław Starzyński, rakouský právník a politik polské národnosti (* 18. dubna 1853)
- 1936 – Ernestine Schumann-Heink, česká operní pěvkyně (kontraaltistka) (* 15. června 1861)
- 1938
  - Sándor Herz, československý politik maďarské národnosti (* 5. prosince 1875)
  - Ante Trumbić, chorvatský politik (* 17. května 1864)
- 1939 – Aurelio Mosquera Narváez, ekvádorský prezident (* 2. srpna 1883)
- 1940 – Hanns Katz, německý malíř (* 24. července 1882)
- 1941
  - Ernst Udet, německý stíhací pilot (* 26. dubna 1896)
  - Erendžen Chara-Davan, ruský lékař a historik (* 1883/85)
- 1945 – Fridrich František IV. Meklenburský, meklenbursko-zvěřínský velkovévoda (* 9. dubna 1882)
- 1946 – Max von Oppenheim, německý historik a archeolog (* 15. července 1860)
- 1947 – Ricarda Huchová, německá spisovatelka (* 18. července 1864)
- 1952
  - Ivan Ivanovič Lapšin, ruský spisovatel a filozof (* 11. října 1870)
  - Charles Penrose, anglický zpěvák (* 11. listopadu 1873)
- 1955 – Helmuth Weidling, německý generál (* 2. listopadu 1891)
- 1958
  - Marcelle Meyerová, francouzská klavíristka (* 22. května 1897)
  - Jutaka Tanijama, japonský matematik (* 12. listopadu 1927)
- 1959
  - Heitor Villa-Lobos, brazilský klasický kytarista a skladatel (* 5. března 1887)
  - Howard Coster, britský fotograf (* 27. dubna 1885)
- 1970 – Andrejs Upīts, lotyšský spisovatel (* 4. prosince 1877)
- 1974 – Erskine Hamilton Childers, irský prezident (* 1. prosince 1905)
- 1979 – John Glascock, britský baskytarista skupiny Jethro Tull (* 2. května 1952)
- 1982 – Eduard Tubin, estonsko-švédský hudební skladatel a dirigent (* 18. června 1905)
- 1985
  - Lon Nol, kambodžský prezident (* 13. listopadu 1913)
  - Karel Alfréd z Lichtenštejna, lichtenštejnský kníže (* 16. srpna 1910)
- 1987 – Jisra'el Kargman, izraelský politik (* 23. prosince 1906)
- 1988 – Magdaléna Štrompachová, maďarsko-slovenská malířka, restaurátorka a pedagožka (* 23. září 1919)
- 1989 – Conny Wessmann, studentka zabitá při demonstraci v Göttingenu (* 9. března 1965)
- 1990 – Robert Hofstadter, americký fyzik, nositel Nobelovy ceny (* 5. února 1915)
- 1991
  - Eileen Agar, britská malířka a fotografka (* 1. prosince 1899)
  - Adrian Quist, australský tenista (* 23. ledna 1913)
- 1995 – Jevgenij Bulančik, sovětský atlet (* 3. dubna 1922)
- 1998
  - Dionýz Blaškovič, slovenský bakteriolog (* 2. srpna 1913)
  - Jefim Geller, ruský šachista (* 8. března 1925)
  - Jelly Koopmans-Schotanus, nizozemská laická kazatelka (* 16. prosince 1919)
- 2000 – Louis Néel, francouzský fyzik, nositel Nobelovy ceny (* 22. listopadu 1904)
- 2002 – Abba Eban, izraelský diplomat a politik (* 2. února 1915)
- 2004 – Alexandr Ragulin, ruský hokejový obránce (* 5. května 1941)
- 2006
  - Egon Karter, česko-švýcarský herec a divadelní podnikatel (* 18. října 1911)
  - Ferenc Puskás, maďarský fotbalista (* 2. dubna 1927)
  - Ruth Brown, americká zpěvačka (* 1928)
- 2008
  - George Stephen Morrison, člen námořnictva Spojených států amerických, otec Jima Morrisona (* 7. ledna 1919)
  - Ennio de Concini, italský režisér a scenárista (* 9. prosince 1923)
- 2010 – Giorgi Arsenišvili, gruzínský vědec a politik (* 5. ledna 1942)
- 2013
  - Doris Lessingová, britská spisovatelka (* 22. října 1919)
  - Cor Jaring, nizozemský fotograf a konceptuální umělec (* 18. prosince 1936)
- 2015
  - Al Aarons, americký jazzový trumpetista (* 23. března 1932)
  - Olaf Olsen, dánský historik a archeolog (* 7. června 1928)
- 2016 – Whitney Smith, americký vexilolog (* 26. února 1940)
- 2017
  - Lilli Hornigová, česko-americká vědkyně (* 22. března 1921)
  - William Pachner, americký malíř českého původu (* 7. dubna 1915)
  - Salvatore Riina, šéf sicilské mafie (* 16. listopadu 1930)
- 2019 – Gustav Peichl, rakouský architekt a karikaturista (* 18. března 1928)
- 2020 – Walt Davis, americký atlet a basketbalista (* 5. ledna 1931)

## Svátky

### Česko
- Státní svátek: Den boje za svobodu a demokracii a Mezinárodní den studentstva
- Mahulena
- Radúz
- Alžběta
- Gilda, Hilda
- Socialistický kalendář: Mezinárodní den studentstva

### Katolický kalendář
- Svatá Alžběta Uherská

### Svět
- Mezinárodní den studentstva
- Světový den předčasně narozených dětí
- Světový den chudých (od 2016) (je-li neděle)
- Německo: Den pokání a modliteb (je-li středa)
- Konžská demokratická republika: Den armády
- USA: National Children's Book Week (je-li pondělí)

## Pranostiky

### Česko
- Počasí o svaté Alžbětě předpovídá, jak bude v létě.
- Z ledu Alžběta má brod, u Kateřiny znám Ond. (1472)
- Svatá Alžběta se sněhem přilétá.